# 逆引き
逆引き（ぎゃくひき、ぎゃくびき）とは、辞典などで通常とは反対方向に引く（探す）行為や結果である。具体的には以下の2つに分類できる。
1. 見出し語を後から前へ読む方式で引くこと（#逆引き辞典）
2. 意味や事柄などから見出し語を引くこと（#逆引き (DNS)、#逆引き（リファレンス））

## 逆引き辞典
逆引きとは、同じ言葉で終わる語句を探すために後方一致検索することや、単語を後ろから前へと逆に読む方式で表記・配列した辞典のことである。逆引き辞典とも呼ぶ。『逆引き広辞苑』（岩波書店）、『英語逆引辞典』（郡司利男編著、開文社）など。

## 逆引き (DNS)
逆引き(reverse lookup,reverse DNS lookup)とは、DNSを使って、IPアドレスからドメイン名に変換する行為や、結果を言う。これに対してドメイン名からIPアドレスを引くことを正引きという。
IPv4の場合、in-addr.arpa ドメインを使って逆引きが行なわれる。IPアドレスは8ビット毎にドットで区切られるが、これを逆に並べて .in-addr.arpa を付けたアドレスを用いる。例えば 130.94.122.197 については 197.122.94.130.in-addr.arpa となる。そして正引きと同じように DNS に問い合わせる（しかし正引きが A レコードを用いるのと異なり PTR レコードを用いる）。つまり、ドメイン名→IPアドレスという正引きの変換データを用いて逆引きしているのではない。そして、IPアドレスに対応する *.*.*.*.in-addr.arpa→ドメイン名という逆引き用の変換データを DNS に設定する必要がある。
- 逆引きを設定していないIPアドレスも存在する。
- 逆引きで返ってくる結果は所詮は自称にすぎないので、信頼性をそれなりにでも確保するためには、得られた結果をもう一度正引きして、元のIPアドレスと合致するか確かめる必要があるだろう。
  - つまりドメイン名を正引きして得たIPアドレスに対して、逆引きして得たドメイン名は一致しないこともある。
- ISP等によっては、クライアントホストのIPアドレスの逆引きに、アクセスポイント名が含まれるドメイン名を設定しているところもある。

## 逆引き（リファレンス）
逆引きとは、通常の逆方向に参照することである。辞書でAを引いた結果Bが得られたとするとき、BからAを参照することである。この点では前述の#逆引き (DNS)もこの用法に含まれるものといえる。
事柄からするべき操作方法手段を探すことを逆引きリファレンスと呼ばれることがある。通常「○○するためには…」という形式を取ることが多い。通常のリファレンス本などでは操作方法（コマンドなど）などを紹介する体裁を取っているが、これに対する用法と思われる。